# جان ريتشارد
جان ريتشارد (بالفرنسية: Jean Richard)‏ هو مؤرخ فرنسي، ولد في 7 فبراير 1921 في لي كرملين-بيسيتر في فرنسا.